# 痛苦之屋
痛苦之屋是美國搖滾樂團Faster Pussycat錄製的强力谣曲，收錄於專輯《結束時叫醒我》（Wake Me When It's Over）中。歌曲廣受歡迎，在《告示牌》百强单曲榜上登上第28位。
該歌曲的MV由麥可·貝執導。

## 排行榜
| 榜單（1990年） | 高峰位置 |
| -------------- | -------- |
| 美國百强       | 28       |
| 美國主流搖滾   | 23       |